# Parchi nazionali dell'India
L'India, seppure sia un paese ricchissimo di biodiversità, solo a partire dagli anni settanta ha incrementato il numero delle sue aree protette. Tra esse, i parchi nazionali dell'India coprono complessivamente una superficie di 38.029,18 km², a cui corrisponde circa l'1,16% della superficie totale dell'India.
Ad oggi, sono stati autorizzati 166 parchi nazionali in totale, ma la maggior parte di essi è ancora in via di istituzione.

## Storia
Il primo parco nazionale dell'India, classificato dallo IUCN nella categoria II, è stato istituito nel 1935 con il nome di Parco nazionale di Hailey, oggi conosciuto come Parco nazionale di Jim Corbett. Nel 1970, l'India aveva solo cinque parchi nazionali, ma già nel 1972 ha emanato il Wildlife Protection Act e il Progetto tigre per la salvaguardia degli habitat di conservazione di questa specie. A partire dagli anni ottanta, un'ulteriore legge federale è andata a rafforzare le protezioni per la fauna selvatica. Ad aprile 2007, si contavano sul territorio indiano 96 parchi nazionali.

## Elenco dei parchi nazionali dell'India
Segue l'elenco di tutti i parchi nazionali dell'India:
| Nome                                                                       | Stato               | Data di istituzione | Area (in km²) |
| -------------------------------------------------------------------------- | ------------------- | ------------------- | ------------- |
| 1. Parco nazionale di Anshi                                                | Karnataka           | 1987                | 250           |
| 2. Parco nazionale di Balphakram                                           | Meghalaya           | 1986                | 220           |
| 3. Parco nazionale di Bandhavgarh                                          | Madhya Pradesh      | 1982                | 448.85        |
| 4. Parco nazionale di Bandipur                                             | Karnataka           | 1974                | 874.20        |
| 5. Parco nazionale di Bannerghatta                                         | Karnataka           | 1974                | 104.27        |
| 6. Parco nazionale di Vansda                                               | Gujarat             | 1979                | 23.99         |
| 7. Parco nazionale di Betla                                                | Jharkhand           | 1986                | 231.67        |
| 8. Parco nazionale di Bhitarkanika                                         | Orissa              | 1988                | 145           |
| 9. Parco nazionale di Blackbuck                                            | Gujarat             | 1976                | 34.08         |
| 10. Buxa Tiger Reserve                                                     | West Bengal         | 1992                | 117.10        |
| 11. Parco nazionale della Baia di Campbell                                 | Andamane e Nicobare | 1992                | 426.23        |
| 12. Parco nazionale di Chandoli                                            | Maharashtra         | 2004                | 317.67        |
| 13. Parco nazionale di Jim Corbett                                         | Uttarakhand         | 1936                | 520.82        |
| 14. Parco nazionale di Dachigam                                            | Jammu e Kashmir     | 1981                | 141           |
| 15. Parco nazionale del Deserto                                            | Rajasthan           | 1980                | 3162          |
| 16. Parco nazionale di Dibru-Saikhowa                                      | Assam               | 1999                | 340           |
| 17. Parco nazionale di Dudhwa                                              | Uttar Pradesh       | 1977                | 490.29        |
| 18. Parco nazionale di Eravikulam                                          | Kerala              | 1978                | 97            |
| 19. Parco nazionale di Mandla Plant Fossils                                | Madhya Pradesh      | 1983                | 0.27          |
| 20. Parco nazionale di Galathea                                            | Andamane e Nicobare | 1992                | 110           |
| 21. Parco nazionale di Gangotri                                            | Uttarakhand         | 1989                | 1552.73       |
| 22. Gir Forest Wildlife Sanctuary                                          | Gujarat             | 1975                | 258.71        |
| 23. Parco nazionale di Gorumara                                            | West Bengal         | 1994                | 79.45         |
| 24. Parco nazionale di Govind Pashu Vihar                                  | Uttarakhand         | 1990                | 472.08        |
| 25. Parco nazionale di Great Himalayan                                     | Himachal Pradesh    | 1984                | 754.40        |
| 26. Parco nazionale di Gugamal                                             | Maharashtra         | 1987                | 361.28        |
| 27. Parco nazionale di Guindy                                              | Tamil Nadu          | 1976                | 2.82          |
| 28. Parco nazionale del Golfo di Kachchh Marine                            | Gujarat             | 1980                | 162.89        |
| 29. Parco nazionale del Golfo di Mannar Marine                             | Tamil Nadu          | 1980                | 6.23          |
| 30. Parco nazionale di Hemis                                               | Ladakh              | 1981                | 4100          |
| 31. Parco nazionale di Hazaribag                                           | Jharkhand           | N/A                 | 183.89        |
| 32. Parco nazionale di Indira Gandhi (prima: Parco nazionale di Annamalai) | Tamil Nadu          | 1989                | 117.10        |
| 33. Parco nazionale di Indravati                                           | Chhattisgarh        | 1981                | 1258.37       |
| 34. Parco nazionale di Intanki                                             | Nagaland            | 1993                | 202.02        |
| 35. Parco nazionale di Kalesar                                             | Haryana             | 2003                | 100.88        |
| 36. Parco nazionale di Kanha                                               | Madhya Pradesh      | 1955                | 940           |
| 37. Kanger Ghati (nella Kanger Valley)                                     | Chhattisgarh        | 1982                | 200           |
| 38. Parco nazionale di Kasu Brahmananda Reddy                              | Andhra Pradesh      | 1994                | 1.42          |
| 39. Parco nazionale di Kaziranga                                           | Assam               | 1974                | 471.71        |
| 40. Parco nazionale di Keibul Lamjao                                       | Manipur             | 1977                | 40            |
| 41. Parco nazionale di Keoladeo                                            | Rajasthan           | 1981                | 28.73         |
| 42. Parco nazionale di Khangchendzonga                                     | Sikkim              | 1977                | 1784          |
| 43. Parco nazionale di Kishtwar                                            | Jammu e Kashmir     | 1981                | 400           |
| 44. Parco nazionale di Kudremukh                                           | Karnataka           | 1987                | 600.32        |
| 45. Parco nazionale di Madhav                                              | Madhya Pradesh      | 1959                | 375.22        |
| 46. Mahatma Gandhi Marine (prima: Parco nazionale di Wandur)               | Andamane e Nicobare | 1983                | 281.50        |
| 47. Parco nazionale di Mahavir Harina Vanasthali                           | Andhra Pradesh      | 1994                | 14.59         |
| 48. Parco nazionale di Manas                                               | Assam               | 1990                | 500           |
| 49. Parco nazionale di Mathikettan Shola                                   | Kerala              | 2003                | 12.82         |
| 50. Parco nazionale di Middle Button Island                                | Andamane e Nicobare | 1987                | 0.64          |
| 51. Parco nazionale di Mollem                                              | Goa                 | 1978                | 107           |
| 52. Parco nazionale di Mouling                                             | Arunachal Pradesh   | 1986                | 483           |
| 53. Mount Abu Wildlife Sanctuary                                           | Rajasthan           | 1960                | 288           |
| 54. Parco nazionale di Mount Harriet                                       | Andamane e Nicobare | 1987                | 46.62         |
| 55. Parco nazionale di Mrugavani                                           | Andhra Pradesh      | 1994                | 3.60          |
| 56. Parco nazionale di Mudumalai                                           | Tamil Nadu          | 1990                | 103.24        |
| 57. Parco nazionale di Mukurthi                                            | Tamil Nadu          | 1990                | 78.46         |
| 58. Parco nazionale di Murlen                                              | Mizoram             | 1991                | 200           |
| 59. Parco nazionale di Nagarhole                                           | Karnataka           | 1988                | 643.39        |
| 60. Parco nazionale di Namdapha                                            | Arunachal Pradesh   | 1983                | 1985.23       |
| 61. Parco nazionale di Nameri                                              | Assam               | 1998                | 200           |
| 62. Parco nazionale di Nanda Devi                                          | Uttarakhand         | 1982                | 630.00        |
| 63. Parco nazionale di Nandankanan                                         | Orissa              | 1976                |               |
| 63. Parco nazionale di Navegaon                                            | Maharashtra         | 1975                | 133.88        |
| 64. Parco nazionale di Neora Valley                                        | West Bengal         | 1986                | 88            |
| 65. Parco nazionale di Nokrek                                              | Meghalaya           | 1986                | 47.48         |
| 66. Parco nazionale di North Button Island                                 | Andamane e Nicobare | 1987                | 0.44          |
| 67. Parco nazionale d'Orang                                                | Assam               | 1999                | 78.80         |
| 68. Parco nazionale di Palani Hills                                        | Tamil Nadu          | Proposed            | 736.87        |
| 69. Parco nazionale di Panna                                               | Madhya Pradesh      | 1973                | 542.67        |
| 70. Parco nazionale di Pench (Madhya Pradesh)                              | Madhya Pradesh      | 1975                | 292.85        |
| 71. Parco nazionale di Pench (Maharashtra)                                 | Maharashtra         | 1975                | 257.26        |
| 72. Parco nazionale di Periyar                                             | Kerala              | 1982                | 350           |
| 73. Parco nazionale di Phawngpui Blue Mountain                             | Mizoram             | 1997                | 50            |
| 74. Parco nazionale di Pin Valley                                          | Himachal Pradesh    | 1987                | 675           |
| 75. Parco nazionale di Rajaji                                              | Uttarakhand         | 1983                | 820.42        |
| 76. Parco nazionale di Rajiv Gandhi                                        | karnataka           | 2003                | 200           |
| 77. Parco nazionale marino di Rani Jhansi                                  | Andamane e Nicobare | 1996                | 256.14        |
| 78. Parco nazionale di Ranthambore                                         | Rajasthan           | 1980                | 392           |
| 79. Parco nazionale di Saddle Peak                                         | Andamane e Nicobare | 1987                | 32.54         |
| 80. Parco nazionale di Salim Ali                                           | Jammu e Kashmir     | 1992                | 9.07          |
| 81. Parco nazionale di Sanjay (Chhattisgarh)                               | Chhattisgarh        | 1981                | 1471.13       |
| 82. Parco nazionale di Sanjay (Madhya Pradesh)                             | Madhya Pradesh      | 1981                | 466.88        |
| 83. Parco nazionale Sanjay Gandhi, detto anche Parco nazionale di Borivili | Maharashtra         | 1983                | 86.96         |
| 84. Parco nazionale di Sariska                                             | Rajasthan           | 1982                | 273.80        |
| 85. Parco nazionale di Satpura                                             | Madhya Pradesh      | 1981                | 585.17        |
| 86. Parco nazionale di Silent Valley                                       | Kerala              | 1984                | 89.52         |
| 87. Parco nazionale di Sirohi                                              | Manipur             | 1982                | 0.41          |
| 88. Parco nazionale di Simlipal                                            | Orissa              | 1980                | 845.70        |
| 89. Parco nazionale di Singalila                                           | West Bengal         | 1992                | 78.60         |
| 90. Parco nazionale di South Button Island                                 | Andamane e Nicobare | 1987                | 0.03          |
| 91. Parco nazionale di Sri Venkateswara                                    | Andhra Pradesh      | 1989                | 353.62        |
| 92. Parco nazionale di Sultanpur                                           | Haryana             | 1989                | 1.43          |
| 93. Parco nazionale di Sundarbans                                          | West Bengal         | 1984                | 1330.10       |
| 94. Parco nazionale di Tadoba                                              | Maharashtra         | 1955                | 116.55        |
| 95. Parco nazionale della Valle dei fiori                                  | Uttarakhand         | 1982                | 87.50         |
| 96. Parco nazionale di Valmiki                                             | Bihar               | 1989                | 335.65        |
| 97. Parco nazionale di Van Vihar                                           | Madhya Pradesh      | 1979                | 4.45          |
| 98. Parco nazionale di Jaldapara                                           | Andhra Pradesh      | 2008                | 1012.85       |
| 99. Parco nazionale di Papikonda                                           | West Bengal         | 2012                | 216           |